# August Wilhelm von Thüna
August Wilhelm von Thüna (* 10. Dezember 1721 in Remda; † 16. Juni 1787 in Berlin) war ein preußischer Generalmajor, Chef des Infanterie-Regiments Nr. 23, Inspekteur der Infanterie-Regimenter der Mittelmark sowie Amtshauptmann von Schlanstedt und Oschersleben.

## Leben

### Herkunft
Seine Eltern waren August Heinrich von Thüna (* 1695; † 12. März 1762) und Christiane Elisabeth von Beulwitz (* 26. Juni 1702; † 1735), sie war die Tochter des Haus- und Hofmeisters von Schwarzburg-Rudolstadt, Heinrich Christoph von Beulwitz und Emilia Julia von Güntherodt. Sein Vater besaß den Rittersitz Schlettwein.

### Werdegang
Er kam 1732 an den Hof von Sachsen-Eisenach. Mit dem Infanterie-Regiment Nr. 40 (Eisenach) kam er 1741 in preußische Dienste. Er wurde dort am 24. Mai 1742 Seconde-Lieutenant und am 7. Oktober 1746 Premier-Lieutenant. 1744 war er bei der Belagerung von Prag dabei und kam dann zum Korps Nassau mit der Einnahme der Festungen Tabor, Budweis und Frauenberg. Die Festungen wurden beim Gegenangriff der Österreicher unter Quilliant umzingelt. Der Generalmajor Georg Christoph von Kreytzen konnte drei Angriffe abwehren, musste sich aber dann ergeben, da keine Aussicht auf Entsatz bestand. Er wurde mit den anderen in Neuhaus interniert und nach elf Monaten – am Ende des Krieges – wieder freigelassen.
Im März 1757 wurde er wirklicher Hauptmann. Er kämpfte in der Schlacht bei Prag und in Kolin. Er lag danach krank in Zittau, als die Stadt von Österreichern angegriffen wurde. Es gelang ihm, zunächst zu entkommen, wurde dann aber im November 1757 gefangen. Schon im Mai 1758 wurde er bei Jägerndorf ausgetauscht. Am 12. Mai 1760 wurde er zum Major befördert und nahm im August an der Schlacht bei Liegnitz teil. Er avancierte 1761 zum Oberstleutnant und am 11. Juni 1771 zum Oberst.
Im Bayerischen Erbfolgekrieg wurde er am 28. November 1778 zum Generalmajor ernannt und Chef des Infanterie-Regiments Nr. 23 (Renzell). Im Dezember kämpfte er mit seinem Regiment bei Jägerndorf so bravourös, dass König Friedrich II. jedem Soldaten 50 Taler Belohnung gab. König Friedrich II. ernannte ihn zum Inspekteur der Infanterie-Regimenter der Mittelmark, eine Aufgabe, die ihm nicht gefiel. Dazu bekam er 1781 noch die Amtshauptmannschaft von Schlanstedt und Oschersleben. Am 1. März 1786 erhielt er seinen Abschied und dazu eine Pension von 2000 Talern. Er starb im Juni 1787 unverheiratet in Berlin und wurde in der Gruft der Garnisonkirche beigesetzt.
Seine Halbschwester Sophie von Thüna (1742–1807) war mit dem Freiherrn Karl von Egloffstein (1736–1773) liiert. Nach dem Tod von Egloffstein nahm er dessen Sohn und späteren General August Karl von und zu Egloffstein bei sich auf.